# 白根村 (福島県)
白根村（しらねむら）は福島県伊達郡にあった村。現在の伊達市梁川町白根にあたる。

## 地理
- 山：窓ノ倉山
- 河川：塩野川

## 歴史
- 1889年（明治22年）4月1日 - 町村制の施行により白根村が単独で自治体を形成。
- 1955年（昭和30年）3月1日 - 梁川町・五十沢村・富野村・山舟生村・堰本村・粟野村と合併して梁川町が発足。同日白根村廃止。
- 2006年（平成18年）1月1日 - 梁川町が伊達町・保原町・霊山町・月舘町と合併して伊達市が発足。

## 人物

### 著名な出身者
- 三浦弥平 - 陸上選手。1920年アントワープ・1924年パリオリンピックにマラソンで出場。1891年生まれ。